# Katey Sagal
Katey Sagal   (Hollywood, 19 de gener de 1954) nom artístic de Catherine Louise Sagal, és una actriu, cantant i compositora nord-americana, coneguda principalment pel seu paper de Peggy Bundy a la sèrie Married with Children i també com Gemma Teller a la sèrie Sons Of Anarchy, així com per prestar la seva veu a Turanga Leela a Futurama.

## Filmografia

### Pel·lícules
| Any  | Títol                                    | Personatge            | Notes               |
| ---- | ---------------------------------------- | --------------------- | ------------------- |
| 1987 | Maid to Order                            | Louise                |                     |
| 1988 | The Good Mother                          | Ursula                |                     |
| 1999 | Smart House                              | PAT                   |                     |
| 2000 | Dropping Out                             | Wendy                 |                     |
| 2001 | Recess: School's Out                     | Mrs. Flo Spinelli     | Veu                 |
| 2002 | Following Tildy                          | Connie St. John       | Curtmetratge        |
| 2006 | I'm Reed Fish                            | Maureen               |                     |
| 2007 | Futurama: Bender's Big Score             | Turanga Leela         | Veu Directe a video |
| 2008 | Futurama: The Beast with a Billion Backs | Turanga Leela         | Veu Directe a video |
| 2008 | Futurama: Bender's Game                  | Turanga Leela/Leegola | Veu Directe a video |
| 2009 | Futurama: Into the Wild Green Yonder     | Turanga Leela         | Veu Directe a video |
| 2009 | House Broken                             | Mary Cathkart         |                     |
| 2009 | Jack and the Beanstalk                   | Mrs. Thatcher         |                     |
| 2014 | There's Always Woodstock                 | Lee Ann               |                     |
| 2015 | Pitch Perfect 2                          | Katherine Junk        |                     |
| 2016 | Bleed for This                           | Louise Pazienza       |                     |
| 2022 | Torn Hearts                              | Harper Dutch          |                     |

### Televisió
| Any          | Títol                                         | Personatge                     | Notes                              |
| ------------ | --------------------------------------------- | ------------------------------ | ---------------------------------- |
| 1971         | The Failing of Raymond                        |                                |                                    |
| 1972         | The Bold Ones: The New Doctors                | Jove enfermera                 |                                    |
| 1973         | Columbo                                       | Secretaria                     | Episodi: "Candidate for Crime"     |
| 1974         | Larry                                         | Caixera                        | Pel·lícula de televisió            |
| 1975         | The Dream Makers                              |                                | Pel·lícula de televisió            |
| 1985–1986    | Mary                                          | Jo Tucker                      | 13 episodis                        |
| 1987–1997    | Married... with Children                      | Peggy Bundy                    |                                    |
| 1990         | Mother Goose Rock 'n' Rhyme                   | Mary Quite Contrary            | Pel·lícula de televisió            |
| 1990         | Tales from the Crypt                          | Ms. Kilbasser                  | Episodi: "For Cryin' Out Loud"     |
| 1990         | The Earth Day Special                         | Peggy Bundy                    |                                    |
| 1991         | She Says She's Innocent (Violation of Trust)  | Susan Essex                    | Pel·lícula de televisió            |
| 1995         | Trail of Tears                                | Annie Cook                     |                                    |
| 1995         | Nachtshow                                     |                                | Episodi: "February 10th, 1995"     |
| 1995         | Duckman                                       | Ivana Duckman                  | Veu, episodi: "The Germ Turns"     |
| 1996         | Space Cases                                   | Ma                             | Veu, episodi: "Mother Knows Best"  |
| 1997–2001    | Recess                                        | Flo Spinelli                   | Veu, 3 episodis                    |
| 1998         | Rugrats                                       |                                | 1 episodi                          |
| 1998         | Chance of a Lifetime                          | Irene Dunbar                   | Pel·lícula de televisió            |
| 1998         | Mr. Headmistress                              | Harriet Magnum                 | Pel·lícula de televisió            |
| 1999         | No Higher Love                                | Ellen Young                    | Pel·lícula de televisió            |
| 1999         | Smart House                                   | Pat                            | Pel·lícula de televisió            |
| 1999         | That '70s Show                                | Edna Hyde                      | 3 episodis                         |
| 1999–present | Futurama                                      | Turanga Leela                  | Veu                                |
| 2000         | Tucker                                        | Claire Wennick                 | 13 episodis                        |
| 2001         | The Geena Davis Show                          | Ashley                         | Episodi: "Girls' Night Out"        |
| 2002         | Imagine That                                  | Barb Thompson                  | 2 episodis                         |
| 2002–2005    | 8 Simple Rules for Dating My Teenage Daughter | Cate S. Hennessy               | 76 episodis                        |
| 2004         | When Angels Come to Town                      | Jo                             | Pel·lícula de televisió            |
| 2004–2006    | Higglytown Heroes                             |                                | 3 episodis                         |
| 2005         | Three Wise Guys                               | Shirley Crown                  | Pel·lícula de televisió            |
| 2005         | Campus Confidential                           | Naomi Jacobs                   | Pel·lícula de televisió            |
| 2005         | Ghost Whisperer                               | Francie Lewis                  | Episode: "Undead Comic"            |
| 2005–2007    | The Shield                                    | Nancy Gilroy                   | 2 episodis                         |
| 2005–2010    | Lost                                          | Helen Norwood                  | 4 episodis                         |
| 2006         | Boston Legal                                  | Barbara Little                 | 5 episodis                         |
| 2006         | The Search for the Funniest Mom in America    | Host                           | Reality show                       |
| 2007         | The Winner                                    | Lydia Berko                    | Episodi: "Hot for Teacher"         |
| 2008         | Eli Stone                                     | Marci Klein                    | 2 episodis                         |
| 2008         | CSI: Crime Scene Investigation                | Annabelle Bundt/Natasha Steele | Episode: "Two and a Half Deaths"   |
| 2008–2014    | Sons of Anarchy                               | Gemma Teller Morrow            | 92 episodes                        |
| 2010         | Chadam                                        | Sandy                          | Web series                         |
| 2013         | Glee                                          | Nancy Abrams                   | Episodi: "Wonder-ful"              |
| 2014         | The Simpsons                                  | Turanga Leela                  | Veu, episodi: "Simpsorama"         |
| 2014–2015    | Regular Show                                  | Mordecai's Mom, Aunt Maxine    | Veu, 2 episodis                    |
| 2014–2015    | A to Z                                        | Narrador                       | Veu, 13 episodeçis                 |
| 2015         | The Bastard Executioner                       | Annora of the Alders           | 10 episodis                        |
| 2016         | The Big Bang Theory                           | Susan                          | Episodi: "The Conjugal Conjecture" |
| 2016         | This Is Us                                    | Lanie Schultz                  | Episodi: "The Big Three"           |
| 2016–2017    | Brooklyn Nine-Nine                            | Karen Peralta                  | 2 episodis                         |
| 2017         | Dirty Dancing                                 | Vivian Pressman                | Pel·lícula de televisió            |
| 2017–2018    | Superior Donuts                               | Randy DeLuca                   | Rol principal                      |
| 2018         | Spirit Riding Free                            | Butch LePray                   | Veu                                |
| 2018         | Mayans M.C.                                   | Gemma Teller-Morrow            | Episodi: "Perro/Oc"                |
| 2018–2019    | Shameless                                     | Dr. Ingrid Jones               | 7 episodis                         |
| 2018–2025    | The Conners                                   | Louise Goldufski-Conner        |                                    |
| 2019         | Grand Hotel                                   | Teresa Williams                | 3 episodis                         |
| 2020–2022    | Dead to Me                                    | Eleanor Hale                   | 3 episodis                         |
| 2021         | Rebel                                         | Annie "Rebel" Bello            | Rol principal                      |
| 2022         | Tell Me Lies                                  | Nora                           | 2 episodis                         |
| 2025         | One Piece                                     | Dr. Kureha                     | [ 2 ]                              |